# 列維亞京
50°6′56″N 25°14′30″E / 50.11556°N 25.24167°E
列維亞京（烏克蘭語：Лев'ятин），是烏克蘭西北部的村莊，隸屬里夫內州的杜布諾區。該村始建於1587年，面積6.81平方公里，海拔高度222米，人口420，人口密度每平方公里62.1人。